# Klingsor (Zeitschrift)

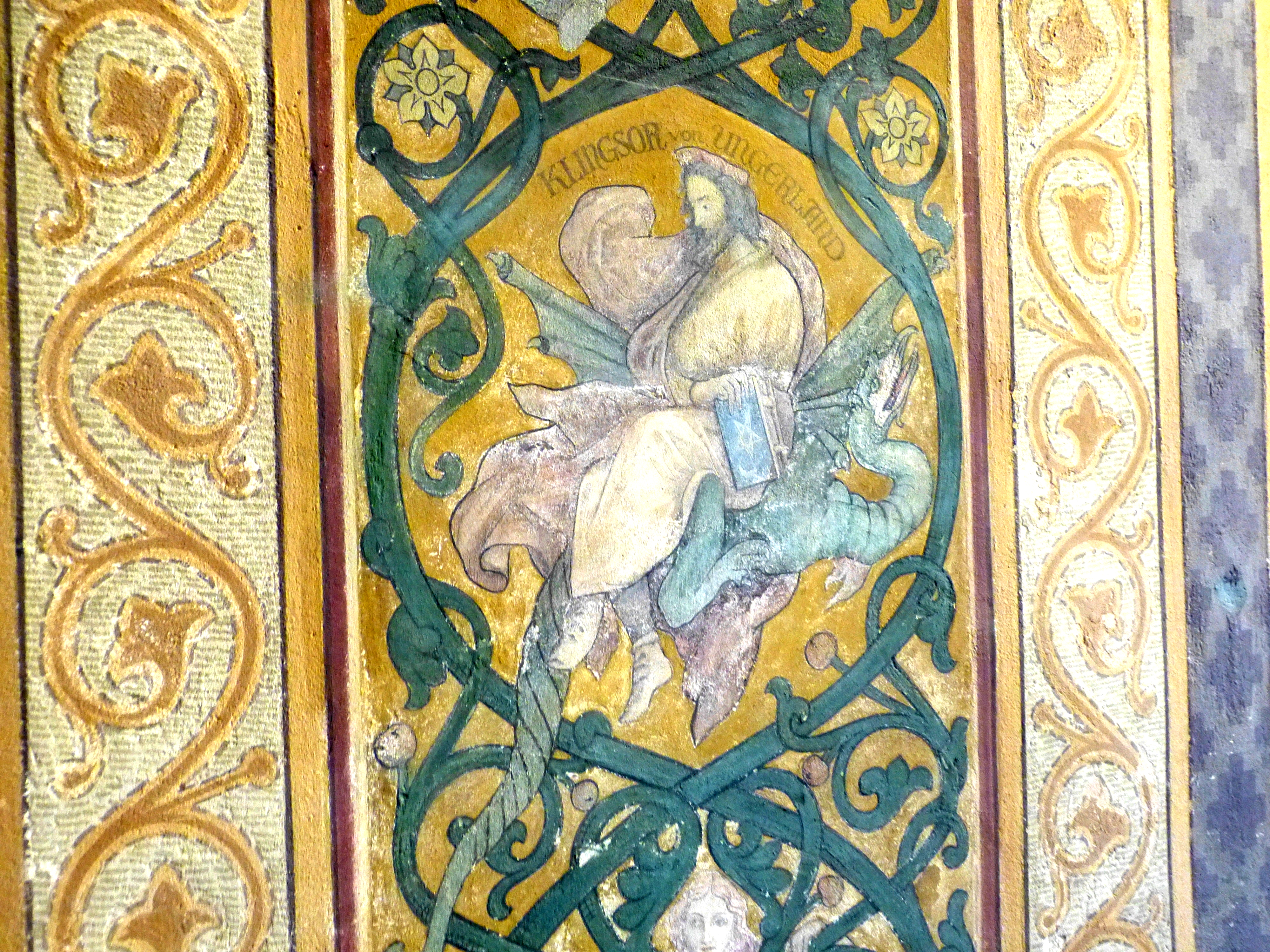
Wartburg, Sängersaal – Fresko mit Klingsor

Die Kulturzeitschrift Klingsor war ein Periodikum in deutscher Sprache, das in Kronstadt in Rumänien zwischen 1924 und 1939 erschien.

## Geschichte
1924 gründete Heinrich Zillich zusammen mit Gust Ongyerth die Kunst- und Literaturzeitschrift „Klingsor“, die sie dann bis 1939 herausgaben. Der Name kommt vom Zauberer und Sänger Klingsor. Als Redakteur zweifelte Zillich sehr an der Überlegenheit einer bestimmten Kultur vor dem gesamtabendländischen Hintergrund. Die Siebenbürger Sachsen seien laut ihm geradezu prädestiniert als Vermittler zwischen den Kulturen in Siebenbürgen.
Es handelte sich um eines der besten Kulturmagazine in deutscher Sprache, die auch in Österreich, Deutschland und der Schweiz gelesen wurde. Zudem schuf Zillich darin jungen Schriftstellern eine Bühne und räumte ihnen ein wirksames Forum ein. Selbst hielt er viel auf gute Übersetzungkunst und förderte Übersetzungen etwa von Ion Luca Caragiale, Barbu Ștefănescu Delavrancea und Lucian Blaga. Im „Klingsor“ wurden auch Zillichs eigene Geschichten zuerst herausgegeben, wie Der Vater, Attilas Ende oder Der Urlaub.
1933 hatte in der Zeitung „Răboj“ seine Premiere Ștefan Baciu mit der Dichtung Eu – sie erschien im „Klingsor“ noch im selben Jahr in deutscher Übersetzung. Zwischen 1934 und 1939 passte sich die Zeitschrift immer pseudokonservativeren Strömungen zu und geriet unter den Einfluss nationalsozialistischen Gedankengutes. Und so wurden zwischen 1933 und 1936 sämtliche Artikel für den „Klingsor“ dahingehend vorher diskutiert und implizit vorsortiert. Doch bloß Emil Witting forderte, dass die deutschsprachige Literatur in Siebenbürgen sich ausschließlich auf deutschspezifische Themen konzentrieren sollte, und zwar im Aufsatz Aufgaben des siebenbürgisch-sächsischen Schrifttums (Klingsor, 1934: S. 119–122).
Sein Schriftstellerdebüt machte Andreas Birkner mit der Erzählung Der Bauer sucht einen Rechtsanwalt, erschienen 1934 im „Klingsor“. In der Aprilnummer fand sich eine Reproduktion des Bildes Reprezentarea în București a Patimilor după Matei de către Corul Bach din Brașov von Massimo Campigli. Sie bezog sich auf die unvergeßliche Aufführung der Matthäus-Passion (J. S. Bach) im Jahre 1935 im Athenäum in Bukarest in Anwesenheit ihrer königlichen Hoheit Marie. Der Kronstädter Bachchor gab am selben Ort 1936 ein zweites Konzert, diesmal mit der Johannes-Passion (J. S. Bach).
Zwischen 1937 und 1939 war Harald Krasser der Chefredakteur der sich sehr für Übersetzungen aus dem Ungarischen und Rumänischen einsetzte, um diese Literaturen dem deutschsprachigen Publikum näherzubringen. Im Jahr 1939 veröffentlichte man dort die Dichtung Ich pflücke Johannisbeeren von Gerda Mieß.
Nach dem Zweiten Weltkrieg wurden alle Nummern auf den Index gesetzt, da Zillich scheinbar nicht unwichtig war in der Kulturpolitik Hitlerdeutschlands; er war 1936 an den Starnberger See gezogen.

## Genius loci: Klingsor und Kronstadt
Im Drachenhaus in der Nicolae-Bălcescu-Straße 12 wohnte einst der Legende nach der Magier Klingsor, der 1206 beim Sängerkrieg auf der Wartburg teilgenommen haben soll. Das war auch den Beziehungen Siebenbürgens und Ungarns mit Thüringen noch vor der Ankunft des Deutschen Ritterordens geschuldet. Ernüchtert ins Burzenland zurückgekehrt, ließ sich der Zauberer ein rotleuchtendes Haus erbauen: dieses empfanden Stadtbewohner nächtens als unheimlich.